# Список телесериалов киновселенной Marvel
Телесериалы медиафраншизы «Кинематографическая вселенная Marvel» (англ. Marvel Cinematic Universe television series) — американские супергеройские телевизионные проекты, основанные на персонажах Marvel Comics. Телесериалы входят в хронологию общей вселенной фильмов Marvel Studios или вдохновлены ими.
Первый шаг к появлению персонажей на телеэкранах был сделан в 2010 году, после создания подразделения Marvel Television, которое совместно с ABC Studios разработало 12 телесериалов. Эти проекты выходили на разных телеканалах и стриминг-сервисах: ABC, Netflix, Hulu, и Freeform. Основная линейка телесериалов ABC была вдохновлена фильмами и их персонажами, впоследствии эта линейка стала называться «Герои Marvel». Другое ответвление телесериалов от Netflix получило название «Рыцари Marvel», все сериалы были взаимосвязаны. Проекты для подростковой аудитории были созданы платформами Freeform и Hulu. Сериал «Хелстром» должен был стать первым в линейке под названием «Путешествие в страх», но проект был закрыт после первого сезона. Подразделение Marvel Television было закрыто в декабре 2019 года.
В 2018 году Marvel Studios, основная производственная студия, начала создание собственных сериалов для стриминг-сервиса Disney+. Помимо 14 уже вышедших проектов, ещё по меньшей мере 4 находятся в различных стадиях производства. Эти сериалы сосредоточены на второстепенных персонажах фильмов, имеют бо́льшие бюджеты (чем проекты Marvel Television) и связь с фильмами, а также являются официальным каноном киновселенной. После закрытия сериалов от Marvel Television телеканал ABC выразил интерес к совместному производству проектов с Marvel Studios.

## Сериалы Marvel Television

### Герои Marvel
| Сериал          | Сезон | Эпизоды | Премьерный показ | Премьерный показ | Премьерный показ | Шоураннер(ы)                                 |
| Сериал          | Сезон | Эпизоды | Премьера сезона  | Финал сезона     | Сеть             | Шоураннер(ы)                                 |
| --------------- | ----- | ------- | ---------------- | ---------------- | ---------------- | -------------------------------------------- |
| Агенты «Щ.И.Т.» | 1     | 22      | 24 сентября 2013 | 13 мая 2014      | ABC              | Джед Уидон, Морисса Танчароен и Джеффри Белл |
| Агенты «Щ.И.Т.» | 2     | 22      | 23 сентября 2014 | 12 мая 2015      | ABC              | Джед Уидон, Морисса Танчароен и Джеффри Белл |
| Агенты «Щ.И.Т.» | 3     | 22      | 29 сентября 2015 | 17 мая 2016      | ABC              | Джед Уидон, Морисса Танчароен и Джеффри Белл |
| Агенты «Щ.И.Т.» | 4     | 22      | 20 сентября 2016 | 16 мая 2017      | ABC              | Джед Уидон, Морисса Танчароен и Джеффри Белл |
| Агенты «Щ.И.Т.» | 5     | 22      | 1 декабря 2017   | 18 мая 2018      | ABC              | Джед Уидон, Морисса Танчароен и Джеффри Белл |
| Агенты «Щ.И.Т.» | 6     | 13      | 10 мая 2019      | 2 августа 2019   | ABC              | Джед Уидон, Морисса Танчароен и Джеффри Белл |
| Агенты «Щ.И.Т.» | 7     | 13      | 27 мая 2020      | 12 августа 2020  | ABC              | Джед Уидон, Морисса Танчароен и Джеффри Белл |
| Агент Картер    | 1     | 8       | 6 января 2015    | 24 февраля 2015  | ABC              | Тара Баттерс, Мишель Фазекас и Крис Дингесс  |
| Агент Картер    | 2     | 10      | 19 января 2016   | 1 марта 2016     | ABC              | Тара Баттерс, Мишель Фазекас и Крис Дингесс  |
| Сверхлюди       | 1     | 8       | 29 сентября 2017 | 10 ноября 2017   | ABC              | Скотт Бак                                    |

#### Агенты «Щ.И.Т.»
В мае 2012 года, вместе с анонсом «Мстители», было заявлено о намерении снять сериал по киновселенной Marvel, режиссурой которого занялся бы Джосс Уидон. 29 августа 2012 года было объявлено официальное название — «Агенты Щ.И.Т.». Через два месяца в сеть просочился шорт-лист с возможными действующими главными героями, а также информация от продюсера Джефа Лоуба о возвращении Кларка Грегга к роли Фила Колсона, который, как оказывается, выжил после событий «Мстителей». Премьера сериала состоялась 24 сентября 2013 года на канале ABC, второй сезон стартовал через год, 23 сентября 2014-го. Премьера третьего сезона стартовала 29 сентября 2015 года.
В сериале, помимо Колсона (Кларк Грегг), засветилось множество других персонажей из разнообразных проектов КВМ: Ник Фьюри (Сэмюэл Л. Джексон), Мария Хилл (Коби Смолдерс), Джаспер Ситуэлл (Максимилиано Эрнандес), Феликс Блейк (Титус Уэлливер), Пегги Картер (Хэйли Этвелл), Дум-Дум Дуган (Нил Макдонаф), Джим Морита (Кеннет Чои) и Сиф (Джейми Александер).
С 13 по 18 декабря 2016 транслировался веб-сериал «Агенты „Щ.И.Т.“: Йо-йо» из шести эпизодов, являющийся спин-оффом «Агентов „Щ.И.Т.“».

#### Агент Картер
В сентябре 2013 года был анонсирован сериал «Агент Картер», повествующий о приключениях первой любви Стива Роджерса — Пегги Картер (Хэйли Этвелл), а также о становлении организации «Щ. И. Т.». Сериал должен был выйти осенью 2014 года, но премьера вскоре была перенесена на январь 2015 года. Первый эпизод вышел 6 января. Премьера 2 сезона состоялась в январе 2016 года.
В сериале в очередной раз появляется Дум-Дум Дуган (Нил Макдонаф), ранее фигурировавший в фильме «Первый мститель» (2011), в сериале «Агенты Щ.И.Т.» и одноименной короткометражке о приключениях Картер. Впервые в рамках КВМ появился дворецкий Говарда Старка (Доминик Купер) — Эдвин Джарвис (Джеймс Д’Арси), именем которого Тони Старк спустя много лет назовёт созданный им искусственный интеллект. Также Джарвис стал первым персонажем сериалов, появившемся в фильме (Джеймс Д’Арси сыграл роль Джарвиса в «Мстители: Финал»).
Несмотря на положительную критику, из-за низких рейтингов 12 мая 2016 года ABC объявили о закрытии сериала «Агент Картер».

#### Особо опасные
В мае 2015 года телеканал ABC сообщил, что ведёт разработку нового телесериала под названием «Marvel’s Most Wanted» — спин-оффа телесериала «Агенты „Щ.И.Т.“», главные роли в котором должны были исполнить Эдрианн Палики (Барбара «Бобби» Морс) и Ник Блад (Лэнс Хантер), но с анонсом 3 сезона «Агентов» студия сообщила, что сворачивает разработку спин-оффа. 20 августа 2015 года стало известно, что канал все же решил продолжить разработку «Marvel’s Most Wanted». Премьера телесериала была намечена на осень 2016 года. Тем не менее 12 мая было объявлено, что ABC закрывают этот проект наряду с сериалом «Агент Картер».

#### Контроль разрушений
4 октября 2015 года стало известно, что ABC Studios ведёт разработку сериала по комиксам под названием «Damage Control» от Marvel. Речь должна была пойти о команде уборщиков, которые устраняли катастрофические последствия деятельности супергероев во вселенной Marvel, возвращали потерянные вещи законным владельцам и прятали подальше от людских глаз опасные предметы, вроде лучевого пистолета. Над сериалом работали Бен Карлин, который вместе с Дэвидом Майнером и Джэфом Лоубом, главой телевизионного департамента Marvel, должны были стать исполнительным продюсером проекта. Карлин также написал сценарий пилотного эпизода. После съёмок пилота проект был заморожен, а сама организация Damage Control была представлена в фильме «Человек-паук: Возвращение домой», вышедшем в июле 2017 года.

#### Сверхлюди
В 2011 году студия впервые заговорила об экранизации комиксов о вымышленной инопланетной расе, известной как Нелюди. Начальный сценарий написал Джо Роберт Коул. В октябре 2014 года была объявлена дата выхода — 12 июля 2019. 22 апреля 2016 года стало известно, что проект перенесён на неопределённый срок.
15 ноября 2016 года IMAX Corp, Marvel Television и Disney/ABC объявили создании сериала «Нелюди», повествующем о Чёрном громе и Королевской семье Нелюдей. В русской локализации сериал получил название «Сверхлюди». Сериал дебютировал в сети коммерческих кинотеатров IMAX, что само по себе является абсолютной новизной для сериала в подобном формате. Первый сезон состоит из восьми эпизодов. Первые две серии «Нелюдей» были сняты полностью в формате IMAX, и их показ прошёл в кинотеатрах по всему миру в течение двух недель в начале сентября 2017 года. После этого все восемь эпизодов еженедельно были показаны на ABC.

### Рыцари Marvel
| Сериал         | Сезон | Эпизоды | Премьерный показ | Премьерный показ | Премьерный показ | Шоураннер(ы)              |
| Сериал         | Сезон | Эпизоды | Премьера сезона  | Финал сезона     | Сеть             | Шоураннер(ы)              |
| -------------- | ----- | ------- | ---------------- | ---------------- | ---------------- | ------------------------- |
| Сорвиголова    | 1     | 13      | 10 апреля 2015   | 10 апреля 2015   | Netflix          | Стивен С. ДеНайт          |
| Сорвиголова    | 2     | 13      | 18 марта 2016    | 18 марта 2016    | Netflix          | Даг Петри и Марко Рамирез |
| Сорвиголова    | 3     | 13      | 19 октября 2018  | 19 октября 2018  | Netflix          | Эрик Олесон               |
| Джессика Джонс | 1     | 13      | 20 ноября 2015   | 20 ноября 2015   | Netflix          | Мелисса Розенберг         |
| Джессика Джонс | 2     | 13      | 8 марта 2018     | 8 марта 2018     | Netflix          | Мелисса Розенберг         |
| Джессика Джонс | 3     | 13      | 14 июня 2019     | 14 июня 2019     | Netflix          | Мелисса Розенберг         |
| Люк Кейдж      | 1     | 13      | 30 сентября 2016 | 30 сентября 2016 | Netflix          | Чео Ходари Кокер          |
| Люк Кейдж      | 2     | 13      | 22 июня 2018     | 22 июня 2018     | Netflix          | Чео Ходари Кокер          |
| Железный кулак | 1     | 13      | 17 марта 2017    | 17 марта 2017    | Netflix          | Скотт Бак                 |
| Железный кулак | 2     | 10      | 7 сентября 2018  | 7 сентября 2018  | Netflix          | Рэйвен Метцнер            |
| Защитники      | 1     | 8       | 18 августа 2017  | 18 августа 2017  | Netflix          | Даг Петри и Марко Рамирез |
| Каратель       | 1     | 13      | 17 ноября 2017   | 17 ноября 2017   | Netflix          | Стив Лайтфут              |
| Каратель       | 2     | 13      | 18 января 2019   | 18 января 2019   | Netflix          | Стив Лайтфут              |

В ноябре 2013 года телевизионный отдел Marvel Studios объявил о запуске четырёх тесно связанных между собой сериалов. Права на их трансляцию достались интернет-хостингу Netflix, а главными героями были выбраны Сорвиголова (Чарли Кокс), Джессика Джонс (Кристен Риттер), Люк Кейдж (Майк Колтер) и Железный кулак (Финн Джонс). Также впоследствии они встретились в мини-кроссовере «Защитники». 16 января 2016 года стало известно, что Netflix разрабатывает спин-офф телесериала «Сорвиголова» о Карателе (Джон Бернтал), который является противником Сорвиголовы во втором сезоне. 25 февраля 2016 года Джеф Лоуб сообщил, что в данный момент сериал о Карателе не разрабатывается, но если и выйдет, то не раньше премьеры выше упомянутого мини-кроссовера. 29 апреля 2016 года Netflix официально начала разработку спин-оффа Сорвиголовы о Карателе.
В период с октября 2018 года по февраль 2019 года Netflix отменил все сериалы по кинематографической вселенной Marvel в своём потоковом сервисе. Шоу были удалены из их службы 1 марта 2022 года после того, как права на распространение вернулись к Disney. 16 марта 2022 года сериалы стали доступны на стриминговом сервисе Disney+, и линейка получила название «Сага Защитников».

#### Сорвиголова
Сериал повествует о жизни слепого адвоката Мэтта Мёрдока, который под именем «Сорвиголова» борется с преступностью на улицах ночной Адской кухни. Первый сезон, состоящий из 13 серий, вышел 10 апреля 2015 года. Получив исключительно положительные отзывы критиков, сериал был продлён на второй сезон, премьера которого состоялась 18 марта 2016 года.
В сериале присутствуют отсылки к Мстителям и событиям из одноименного фильма. В частности, упоминается разрушительная битва, уничтожившая половину Нью-Йорка, и «волшебный молот» с «железным костюмом». Во втором сезоне была упомянута Джессика Джонс из собственного одноименного телесериала, а также включено камео Джери Хогарт (Кэрри-Энн Мосс). Также в сюжет были введены Каратель (Джон Бернтал) — человек, вершащий правосудие, убивая преступников, и Электра (Элоди Юнг) — наёмная убийца из клана «Рука» и любовный интерес Сорвиголовы.

#### Джессика Джонс
Основой сериала послужил комикс «Alias», главной героиней которого является Джессика Джонс — супергероиня и частный детектив. В сериале также появился Люк Кейдж — любовный интерес Джессики, чей сольный сериал стал третьим в линейке Netflix после «Сорвиголовы» и «Джессики Джонс». Премьера всех 13 серий 1 сезона состоялась 20 ноября 2015 года.
В сериале присутствуют отсылки к Мстителям и событиям из одноименного фильма, а также к Сорвиголове из первого сериала Marvel Television / Netflix — «Сорвиголова». В сериале исполнила гостевую роль Розарио Доусон, знакомая зрителям по роли Клэр Тэмпл из первого телесериала.

#### Люк Кейдж
Главным героем сериала является Люк Кейдж, который в результате неудачного эксперимента наделяется суперспособностями и становится супергероем по найму. В сериале в очередной раз снимается Розарио Доусон (Клэр Тэмпл) из телесериалов «Сорвиголова» и «Джессика Джонс». Премьера всех 13 серий 1 сезона состоялась 30 сентября 2016 года.
В сериале в очередной раз упоминают события, связанные с Мстителями, также были затронуты некоторые события из других проектов Marvel / Netflix — телесериалов «Сорвиголова» (2 сезон) и «Джессика Джонс». Также в сериале эпизодично засветились окружной прокурор Блейк Тауэр в исполнении Стивена Райдера и бандит, торговец оружием Тёрк Баррет. Оба персонажа из телесериала Сорвиголова.

#### Железный кулак
Сериал рассказывает о Дэнни Рэнде, известном как Железный кулак, роль которого исполняет Финн Джонс. В возрасте 12 лет Дэнни вместе со своей семьёй попадает в авиакатастрофу, где чудом выживает лишь он один. Его спасают монахи из таинственного ордена и обучают боевым искусствам, дисциплине и духовному равновесию. Спустя 15 лет он возвращается в родной город Нью-Йорк, где он считался погибшим, чтобы унаследовать компанию своего отца, одну из крупнейших компаний в мире, но по прибытии узнаёт, что ему там не рады. Дэнни хочет вернуть себе компанию, навести в ней порядок и одновременно бороться с загадочной группировкой, которая практически контролирует весь город.
В сериале появляется Джери Хогарт в исполнении Керри-Энн Мосс, которую зрители могли видеть в «Джессике Джонс» и во втором сезоне «Сорвиголовы». Также в сериале появились Мадам Гао («Сорвиголова») и Клэр Тэмпл (предыдущие телесериалы Marvel на Netflix).

#### Защитники
Телесериал-кроссовер объединил супергероев Сорвиголову, Джессику Джонс, Люка Кейджа и Железного кулака, к ролям которых вернулись Чарли Кокс, Кристен Риттер, Майк Колтер и Финн Джонс соответственно. Также появились персонажи из их сольных сериалов: Фогги Нельсон (Элден Хенсон), Карен Пейдж (Дебора Энн Уолл), Электра (Элоди Юнг) и Стик (Скотт Гленн) из «Сорвиголовы», Триш Уокер (Рэйчел Тейлор) и Малькольм Дюкассе (Эка Дарвилл) из «Джессики Джонс», Мисти Найт (Симон Миссик) из «Люка Кейджа», Коллин Винг (Джессика Хенвик) и Бакуто (Рамон Родригес) из «Железного кулака», а также Джери Хогарт (Кэрри-Энн Мосс), Тёрк Баррет (Роб Морган) и Мадам Гао (Вай Чинг Хо), появившиеся ранее в нескольких сериалах, и появившаяся во всех предыдущих сериалах медсестра Клэр Темпл в исполнении Розарио Доусон. Сигурни Уивер исполнила роль антагониста Александры Рид. Сериал вышел 18 августа 2017 года.

#### Каратель
17 ноября 2017 года Marvel Studios совместно с Netflix выпустили сериал «Каратель», рассказывающий о судьбе Фрэнка Касла, более известного как Каратель, который ранее появлялся в сериале «Сорвиголова». Отомстив всем преступным группировкам, причастным к смерти его семьи, и инсценировав свою собственную смерть после убийства Шунновера, Фрэнк пытается жить спокойной жизнью, работая простым рабочим на стройке. Его жизнь круто меняется после того, как на его след выходит бывший аналитик АНБ...
Сериал посвящён приключениям Фрэнка Касла после событий второго сезона сериала «Сорвиголова». В сериале присутствуют отсылки к вышеупомянутому сериалу, а именно суд над Карателем, а также несколько второстепенных персонажей — журналистка Карен Пэйдж, торговец оружием Тёрк Баррет и детектив полиции из Адской Кухни Бретт Махоуни.

### Молодёжные сериалы
| Сериал        | Сезон | Эпизоды | Премьерный показ | Премьерный показ | Премьерный показ | Шоураннер(ы)                |
| Сериал        | Сезон | Эпизоды | Премьера сезона  | Финал сезона     | Сеть             | Шоураннер(ы)                |
| ------------- | ----- | ------- | ---------------- | ---------------- | ---------------- | --------------------------- |
| Беглецы       | 1     | 10      | 21 ноября 2017   | 9 января 2018    | Hulu             | Джош Шварц и Стефани Сэвадж |
| Беглецы       | 2     | 13      | 21 декабря 2018  | 21 декабря 2018  | Hulu             | Джош Шварц и Стефани Сэвадж |
| Беглецы       | 3     | 10      | 13 декабря 2019  | 13 декабря 2019  | Hulu             | Джош Шварц и Стефани Сэвадж |
| Плащ и Кинжал | 1     | 10      | 7 июня 2018      | 2 августа 2018   | Freeform         | Джо Покаски                 |
| Плащ и Кинжал | 2     | 10      | 4 апреля 2019    | 30 мая 2019      | Freeform         | Джо Покаски                 |

#### Беглецы
В августе 2016 года Marvel объявили о разработке совместно с Hulu нового сериала «Беглецы». Сериал расскажет о шести подростках, обнаруживших, что их родители состоят в тайном обществе суперзлодеев под названием «Прайд». Осознав, что они больше не в безопасности в собственных домах, подростки решают сбежать. Скрываясь от родителей, они всё больше узнают о собственных способностях и секретах своих семей. «Беглецы» сняты Джошем Шварцем и Стефани Сэвадж по их же сценарию под руководством Джефа Лоуба («Джессика Джонс», «Люк Кейдж») и Джима Чори («Сорвиголова», «Джессика Джонс»). Спродюсировал сериал Лиз Ровински совместно с ABC Studios. Сериал стартовал 21 ноября 2017 года, а 21 декабря 2018 года вышел второй сезон. В марте 2019 года Hulu продлил сериал на третий сезон. В Третьем сезоне в двух сериях появились главные герои сериала «Плащ и Кинжал».

#### Плащ и Кинжал
Тэнди Боуэн и Тайрон Джонсон, двое подростков из разных слоёв общества, оказываются обременены вдруг проснувшимися приобретёнными способностями, когда влюбляются друг в друга. Тэнди излучает кинжалы света, а Тайрон может поглощать других людей во мрак. Они быстро понимают, что им лучше вместе, чем порознь, но чувства друг к другу делают их и без того непростой мир ещё более сложным.
Сериал стартовал 7 июня 2018 года, а 4 апреля 2019 вышел второй сезон, после которого сериал был закрыт. Роли Плаща и Кинжала сыграли соответственно Обри Джозеф и Оливия Холт.
В сериале имеются отсылки к сериалу «Люк Кейдж» и событиям в Нью-Йорке. Главные герои сериала появились в 3 сезоне сериала «Беглецы».

#### Новые воины
В конце августа 2016 года Marvel Television и ABC Studios начали работать над комедийным сериалом о команде супергероев-подростков Новые Воины. В апреле 2017 года Freeform анонсировала заказ на создание сериала, Кевин Бигель выступил в роли шоу-раннера и написал первый сценарий. В июле 2017 года был объявлен актёрский состав: Милана Вайнтруб в роли Дорин Грин / Девушки-белки, Дерек Телер в роли Крейга Холлиса / Мистера Бессмертного, Джереми Тарди в роли Дуэйна Тейлора / Ночного Громилы, Келам Уорти в роли Робби Болдуина / Спидбола, Мэттью Мой в роли Зак Смита / Микроба и Кейт Камер в роли Дэборы Филдс / Дэбри. В ноябре 2017 года было объявлено, что сериал больше не будет транслироваться на Freeform, и будет показан на других сетях, и Marvel надеется, что сможет транслировать сериал в 2018 году. Сериал должен был состоять из 10 эпизодов. К сентябрю 2019 года сериал не смог найти нового вещателя и был официально закрыт.

### Путешествие в Страх
| Сериал   | Сезон | Эпизоды | Премьерный показ | Премьерный показ | Премьерный показ | Шоураннер(ы)  |
| Сериал   | Сезон | Эпизоды | Премьера сезона  | Финал сезона     | Сеть             | Шоураннер(ы)  |
| -------- | ----- | ------- | ---------------- | ---------------- | ---------------- | ------------- |
| Хелстром | 1     | 10      | 16 октября 2020  | 16 октября 2020  | Hulu             | Пол Збышевски |

#### Хелстром
В мае 2019 года Marvel и Hulu объявили о разработке сериала «Хелстром». В нём было рассказано о брате и сестре, Деймоне и Ане, которые являются детьми загадочного и могущественного серийного убийцы. Сериал вышел 16 октября 2020 года.

#### Призрачный гонщик
В мае 2019 года Marvel и Hulu объявили о разработке сериала о Призрачном гонщике — Робби Рейсе в исполнении Габриэля Луна, который уже появлялся в данной роли в четвёртом сезоне сериала «Агенты „Щ.И.Т.“». Сериал планировали выпустить в 2020 году, но после присоединения Marvel Television к Marvel Studios проект отменили.

## Сериалы Marvel Studios
Во время Комик-кона в Сан-Диего 2019 года, Кевин Файги анонсировал следующие телесериалы от Marvel Studios для стриминг-сервиса Disney+: «Ванда/Вижн», «Сокол и Зимний солдат», «Локи», «Что если…?» и «Соколиный глаз»; все они станут частью Четвёртой фазы наряду с фильмами. На выставке D23 в том же году, было объявлено о разработке телесериалов «Мисс Марвел», «Лунный рыцарь» и «Женщина-Халк: Адвокат». На дне инвесторов Disney в декабре 2020 года были анонсированы новые телесериалы: «Секретное вторжение», «Железное сердце» и «Войны в доспехах», который в сентябре 2022 года был объявлен как фильм, — а также специальный праздничный выпуск о Стражах Галактики. В феврале 2021 года Райан Куглер, режиссёр и сценарист фильмов о Чёрной пантере, начал разработку драматического сериала о Ваканде.

### Четвёртая фаза
| Сериал                | Сезон | Эпизоды | Премьерный показ | Премьерный показ | Главный сценарист | Режиссёр(ы)                                                   |
| Сериал                | Сезон | Эпизоды | Премьера сезона  | Финал сезона     | Главный сценарист | Режиссёр(ы)                                                   |
| --------------------- | ----- | ------- | ---------------- | ---------------- | ----------------- | ------------------------------------------------------------- |
| Ванда/Вижн            | 1     | 9       | 15 января 2021   | 5 марта 2021     | Жак Шеффер        | Мэтт Шекман                                                   |
| Сокол и Зимний солдат | 1     | 6       | 19 марта 2021    | 23 апреля 2021   | Малкольм Спеллман | Кари Скогланд                                                 |
| Локи                  | 1     | 6       | 9 июня 2021      | 14 июля 2021     | Майкл Уолдрон     | Кейт Херрон                                                   |
| Что, если…?           | 1     | 9       | 11 августа 2021  | 6 октября 2021   | Э. С. Брэдли      | Брайан Эндрюс                                                 |
| Соколиный глаз        | 1     | 6       | 24 ноября 2021   | 22 декабря 2021  | Джонатан Игла     | Риз Томас и Бёрт & Берти                                      |
| Лунный рыцарь         | 1     | 6       | 30 марта 2022    | 4 мая 2022       | Джереми Слейтер   | Мохамед Диаб и Джастин Бенсон & Аарон Мурхед                  |
| Мисс Марвел           | 1     | 6       | 8 июня 2022      | 13 июля 2022     | Биша К. Али       | Адиль Эль Арби & Билал Фалла, Шармин Обаид-Чиной и Мира Менон |
| Женщина-Халк: Адвокат | 1     | 9       | 18 августа 2022  | 13 октября 2022  | Джессика Гао      | Кэт Койро и Ану Валиа                                         |

### Пятая фаза
| Сериал                             | Сезон | Эпизоды | Премьерный показ | Премьерный показ | Премьерный показ | Главный сценарист(ы) / Шоураннер | Режиссёр(ы)                                                                 |
| Сериал                             | Сезон | Эпизоды | Премьера сезона  | Финал сезона     | Сеть             | Главный сценарист(ы) / Шоураннер | Режиссёр(ы)                                                                 |
| ---------------------------------- | ----- | ------- | ---------------- | ---------------- | ---------------- | -------------------------------- | --------------------------------------------------------------------------- |
| Секретное вторжение                | 1     | 6       | 21 июня 2023     | 26 июля 2023     | Disney+          | Кайл Брэдстрит                   | Али Селим                                                                   |
| Локи                               | 2     | 6       | 5 октября 2023   | 9 ноября 2023    | Disney+          | Эрик Мартин                      | Джастин Бенсон & Аарон Мурхед, Дэн ДеЛию и Касра Фарахани                   |
| Что, если…?                        | 2     | 9       | 22 декабря 2023  | 30 декабря 2023  | Disney+          | Э. С. Брэдли                     | Стефан Франк и Брайан Эндрюс                                                |
| Что, если…?                        | 3     | 8       | 22 декабря 2024  | 29 декабря 2024  | Disney+          | Мэттью Чонси                     | Стефан Франк и Брайан Эндрюс                                                |
| Эхо                                | 1     | 5       | 9 января 2024    | 9 января 2024    | Disney+ Hulu     | Мэрион Дэйр и Эми Рардин         | Сидни Фриленд и Катриона МакКензи                                           |
| Это всё Агата                      | 1     | 9       | 18 сентября 2024 | 30 октября 2024  | Disney+          | Жак Шеффер                       | Жак Шеффер, Рэйчел Голдберг и Ганджа Монтейро                               |
| Ваш дружелюбный сосед Человек-паук | 1     | 10      | 29 января 2025   | 19 февраля 2025  | Disney+          | Джефф Траммел                    | Мел Цвиер, Лиза Сингер и Стюарт Ливингстон                                  |
| Сорвиголова: Рождённый заново      | 1     | 9       | 4 марта 2025     | 15 апреля 2025   | Disney+          | Дарио Скардапейн                 | Джастин Бенсон & Аарон Мурхед, Майкл Куэста, Джеффри Начманофф и Дэвид Бойд |
| Железное сердце                    | 1     | 6       | 24 июня 2025     | 1 июля 2025      | Disney+          | Чинака Ходж                      | Сэм Бэйли и Анджела Барнс                                                   |

### Шестая фаза
| Сериал                             | Сезон | Эпизоды | Премьерный показ | Премьерный показ | Шоураннер        | Режиссёр(ы)                                                                   | Статус        |
| Сериал                             | Сезон | Эпизоды | Премьера сезона  | Финал сезона     | Шоураннер        | Режиссёр(ы)                                                                   | Статус        |
| ---------------------------------- | ----- | ------- | ---------------- | ---------------- | ---------------- | ----------------------------------------------------------------------------- | ------------- |
| Очи Ваканды                        | 1     | 4       | 1 августа 2025   | 1 августа 2025   | Тодд Харрис      | Тодд Харри и Джон Фэнг                                                        | Выпущен       |
| Зомби Marvel                       | 1     | 4       | 24 сентября 2025 | TBA              | Брайан Эндрюс    | Брайан Эндрюс                                                                 | Производство  |
| Чудо-человек                       | 1     | 8       | Декабрь 2025     | TBA              | Эндрю Гест       | Дестин Дэниел Креттон, Стелла Меги, Джеймс Понсольдт и Тиффани Джонсон        | Пост-продакшн |
| Сорвиголова: Рождённый заново      | 2     | 8       | Март 2026        | TBA              | Дарио Скардапейн | Джастин Бенсон и Аарон Мурхед, Солван Наим, Иэн Б. МакДональд и Анджела Барнс | Пост-продакшн |
| Квест Вижна                        | 1     | 8       | 2026             | TBA              | Терри Маталас    | Терри Маталас, Кристофер Дж. Бирн, Винченцо Натали и Ганджа Монтейру          | Пост-продакшн |
| Ваш дружелюбный сосед Человек-паук | 2     | TBA     | 2026             | TBA              | Джефф Траммел    | TBA                                                                           | Производство  |

### Будущие сериалы
| Сериал                             | Сезон | Эпизоды | Премьерный показ | Премьерный показ | Шоураннер     | Режиссёр(ы) | Статус       |
| Сериал                             | Сезон | Эпизоды | Премьера сезона  | Финал сезона     | Шоураннер     | Режиссёр(ы) | Статус       |
| ---------------------------------- | ----- | ------- | ---------------- | ---------------- | ------------- | ----------- | ------------ |
| Ваш дружелюбный сосед Человек-паук | 3     | TBA     | TBA              | TBA              | Джефф Траммел | TBA         | В разработке |

#### Безымянный сериал о Нове
В марте 2022 года стало известно о начале разработки космического проекта Marvel с Ричардом Райдером / Новой в центре сюжета, сценаристом которого выступит Сабир Пирзада. Позже было уточнено, что данный проект станет мини-сериалом для Disney+. В декабре 2024 года, прежде чем разработка сериала была приостановлена, Эд Бернеро сменил Сабира Пирзада на посту сценариста.

### Комментарии
1. ↑  Начиная с Сорвиголова: Рождённый заново, Marvel Studios поменяли свою творческую философию на более традиционный телевизионный процесс производства, отказавшиcь от главных сценаристов и начав нанимать более специализированных шоураннеров. Шоураннерами являются Дарио Скардапейн в сериале Сорвиголова: Рождённый заново и Эндрю Гест в сериале Чудо-человек.